# 奉天第一中学校
奉天第一中学校（日语：奉天第一中学校，简称奉天一中）是曾存在于奉天满铁附属地的日本旧制中学校。该校由满铁创立于1919年4月。1937年12月起，随着日本在满洲国的治外法权取消，该学校转为满洲国的教育机关。
1919年设立时名为奉天中学校，是奉天满铁附属地最早的中学校:173。1936年时随着奉天第二中学校建立而改名为奉天第一中学校。
1945年日本战败，满洲国灭亡后，该校被中华民国接收，教职员、学生分批引扬返回日本，学校废止。校舍以及附属设备等被沈阳第39中学使用。沈阳39中后复名东北中山中学。
奉天中学校教学楼在2008年以“中山中学教学楼旧址”被列为第三批沈阳市文物保护单位。

## 关联条目
- 南满中学堂